# (9418) Mayumi
(9418) Mayumi est un astéroïde de la ceinture principale.

## Description
(9418) Mayumi est un astéroïde de la ceinture principale. Il fut découvert le 18 novembre 1995 à Chichibu par Naoto Satō et Takeshi Urata. Il présente une orbite caractérisée par un demi-grand axe de 2,19 UA, une excentricité de 0,20 et une inclinaison de 0,9° par rapport à l'écliptique.

## Compléments